# Alejandro Sanchez
Alejandro Sánchez (, 21 de abril de 1967) é um piloto de automóveis brasileiro, especialista em provas de arrancada.
Foi considerado o piloto mais veloz do Brasil, por ter percorrido uma pista de 402 metros em 5s763, em 2008. Na pista de Pinhais, seu recorde era de 403,32 km/h.
Em 2011, foi o piloto mais rápido no 18º Festival Brasileiro de Arrancada, atingindo a velocidade de 366 km/h. Alejandro é hexacampeão do festival.